# Cliff Branch
Clifford Branch Jr. (Houston, Texas, 1 de agosto de 1948-Bullhead City, Arizona, 3 de agosto de 2019), más conocido como Cliff Branch, fue un jugador profesional estadounidense de fútbol americano que se desempeñó en la posición de wide receiver en la National Football League (NFL). Es miembro del Salón de la Fama del Fútbol Americano Profesional.

## Carrera
Branch jugó como profesional catorce temporadas en Las Vegas Raiders (1972-1985), después se unió a Los Angeles Cobras, donde jugó una temporada (1988), y fue el equipo en el que se retiró.

## Reconocimiento
En 2022, ingresó como miembro al Salón de la Fama del Fútbol Americano Profesional.